# Куфалово
Куфалово (грч. Κουφάλια, Куфалија) је град и седиште општине Илиџијево, периферија Средишња Македонија, Грчка. Према попису из 2021. било је 7.267 становника.

## Географија
Куфалија се налази око 30 километара северозападно од Солуна и 8 километара од Илиџијева, недалеко од десне обале Вардара на надморској висини од 35 метара. Традиционално се састоји од три махале, Горње, Средње и Доње Куфалово.

## Историја
Према подацима Спиридона Гопчевића, 1890. године Горње Куфалово има 200 кућа, где живи 1.300 Срба и 150 Турака, и Доње Куфалово са 150 кућа, где живи 1.000 Срба. Васил Канчов 1900. године бележи да у Горњем и Средњем Куфалову има 135 Словена хришћана, а у Доњем 480 Словена хришћана, 25 Турака и 6 Рома. Према секретару Бугарске егзархије, Димитру Мишеву, 1905. године Доње Куфалово има 336, Средње 656 а Горње 1.440 Словена егзархиста. У Доњем и Средњем је радила егзархијска школа, а у Горњем грчка школа. Године 1913. Куфалово није пописано, а 1920. има 1.959 житеља словенског порекла. Смањење броја становника је последица тога што се доста словенске популације након Балканских ратова, због неподношљивих услова створених од стране грчких власти, под морањем иеслило у Бугарску. Тако је у периоду између 1923. и 1925. Куфалово напустило 1.439 Словена, који су се углавном населили на Црноморском приморју (Равда, Дауглији, Анхиало...), а на њихово место су досељени Грци кариоти из бугарског града Кавакли. У Куфалову је укупно насељено 3.185 колониста, од којих је 2.935 у Горњем и Средњем Куфалову и 235 у Доњем Куфалову. Насеље је 1928. године имало 3.797 житеља, од којих 3.423 у Горњем и Средњем, а 374 у Доњем Куфалову. Због плодног земљишта, као и добрих саобраћајних веза са Солуном и другим местима, Куфалово се брзо развија и бележи пораст броја становника.

### Пописи
| Година       | 1940  | 1951  | 1961  | 1971  | 1981  | 1991  | 2001  | 2011  |
| ------------ | ----- | ----- | ----- | ----- | ----- | ----- | ----- | ----- |
| Становништво | 5.377 | 5.981 | 6.479 | 6.721 | 7.269 | 7.558 | 8.102 | 8.139 |

## Привреда
Становништво се бави производњом воћа, памука, житарица, лубеница и других пољопривредних производа. У граду постоји велики број трговинских и занатских радњи.